# Richard Dalitz
Richard Henry Dalitz (Dimboola, 28 de fevereiro de 1925 — Oxford, 13 de janeiro de 2006) foi um físico australiano.
É reconhecido por seu trabalho sobre física de partículas.